# Municipio de Falls (Iowa)
El municipio de Falls (en inglés: Falls Township) es un municipio ubicado en el condado de Cerro Gordo en el estado estadounidense de Iowa. En el año 2010 tenía una población de 993 habitantes y una densidad poblacional de 10,88 personas por km².

## Geografía
El municipio de Falls se encuentra ubicado en las coordenadas 43°12′44″N 93°4′58″O / 43.21222, -93.08278. Según la Oficina del Censo de los Estados Unidos, el municipio tiene una superficie total de 91.29 km², de la cual 91.29 km² corresponden a tierra firme y (0%) 0 km² es agua.

## Demografía
Según el censo de 2010, había 993 personas residiendo en el municipio de Falls. La densidad de población era de 10,88 hab./km². De los 993 habitantes, el municipio de Falls estaba compuesto por el 98.19% blancos, el 0.2% eran afroamericanos, el 0.3% eran amerindios, el 0.2% eran asiáticos, el 0.1% eran isleños del Pacífico, el 0.2% eran de otras razas y el 0.81% pertenecían a dos o más razas. Del total de la población el 1.11% eran hispanos o latinos de cualquier raza.